# Hittitisk (sprog)
Hittitisk er et indoeuropæisk sprog som taltes af hittiterne i Anatolien i det andet årtusinde fvt. Hittitisk er nært beslægtet med de andre anatolske sprog, lydisk, palaisk og luvisk. Hittitisk  bevarer de laryngale fonemer, men på andre punkter er sprogene simplere end urindoeuropæisk - blandt andet skelner de kun to tider og to navneordskøn. 
De ældste tekster på hittitisk er nedskrevne omkring 1700 fvt. i kileskrift og blev først tydet af Bedřich Hrozný i 1917. Hittitisk har optaget mange låneord fra sproget Hattisk hvis rige hittiterne erobrede, og har selv bidraget med låneord til assyrisk.